# 矢野きよ実
矢野 きよ実（やの きよみ、1962年2月25日 - ）は、日本のタレント・ラジオパーソナリティ・モデル・書家。名古屋市中区大須出身。本名同じ。血液型A型。名古屋市及び中京圏を中心に活動するローカルタレントであり、名古屋弁を多用する語り口が特徴である。

## 来歴・人物
市邨学園高蔵高校（現名古屋経済大学高蔵高校）卒業。1977年から地元中京圏を拠点に、雑誌や広告などでモデル活動を始める。
高校卒業後の1980年4月、名古屋テレビ『金曜奥様ワイド』でタレントデビュー。1983年には中京テレビ『5時SATマガジン』でアシスタントに抜擢され、その頃より中京圏を中心とするタレント活動を本格化させた。1989年にはフジテレビの情報番組『と〜んでもない』に出演し東京進出を果たす。さらに1990年から在阪準キー局の番組 にも出演するようになったが、これらの番組終了後は再び中京圏中心の活動へと戻っている。1996年からはCBCラジオで冠番組『矢野印』シリーズがスタート。2009年9月まで同局の番組『ツー快!お昼ドキッ』で金曜のパーソナリティを担当していた。また、2002年4月から2011年3月までメ〜テレ『どですか!』で宮地佑紀生とともに週5日間のメイン司会を務めた。「名古屋の上沼恵美子」との異名も持つ。
書道家「霄花（しょうか）」としても活動しており、2000年にはCBCテレビが製作したドラマ30枠の作品『蔵の宿』の題字を担当。2006年には初の書籍『矢野きよ実の書』を発売。2007年には松坂屋本店に書のグッズショップ『書っぷ』（ショップ）がオープン。ANA・セントレア等によるプロジェクト『でら九州プロジェクト』では、題字及びプロジェクトリーダーを務めている。
2009年9月時点では、中京地区で活動しているタレントで唯一、地上波テレビ局・FMラジオ局・AMラジオ局・ケーブルテレビ局で各週1本以上のレギュラーを持っていたが、『ツー快!お昼ドキッ』の終了によりAMラジオ局での登場が一時途切れた。倉本美津留とは、番組の出演者・構成作家という関係で知り合って以来10年来の親交があり、2005年末には倉本とのデュエットソングを吹き込んでいる。また、燃えドラオールスターズの1人として『燃えよドラゴンズ! 2007』を歌唱。中日が日本シリーズを制した記念に『燃えよドラゴンズ! 2007 日本一記念盤』が発売されたが、こちらはソロである。
愛知県警、KIRINビールやANA、ドキュメンタリー番組タイトル「つちおと」、イベントタイトル「愛について歌おう」「希望と太陽のロックフェス2013」など数多くの題字を担当。2016年にはクロレッツのWEB限定CMに出演。構成作家の倉本美津留とAIが、どちらがより優れたCMを作成できるかをWeb上で競い合い、矢野を演出した倉本美津留の勝利が発表される。小林幸子「蛍前線」、嘉門達夫「希望のマーチ」、さくら学院「顔笑れ!!」、三宅伸治「夢の歌」、石田長生「Ishiyan」など、アーティストのCD題字にも多数の書を提供している。
2005年 愛・地球博のメインステージ総合司会を務める。
2010年 COP10広報アドバイザー、開府400年記念事業「夢なごや400」実行委員を務め題字を担当。
私生活ではプロ野球選手の前原博之と結婚。一児がいた。前原が中日ドラゴンズから西武ライオンズに移籍した後に離婚。結婚していた頃は『小堺一機の恋愛専科 色恋ざうるす』（中京テレビ）に夫婦揃ってゲスト出演したことがあった。
2010年3月9日、ロックバンド『JAYWALK』のメンバー（当時）中村耕一が覚醒剤取締法違反（所持）で逮捕。その事件報道の中で、10年以上続く中村との内縁関係が明らかとなる。中村の逮捕翌日の3月10日から『どですか!』の出演を見合わせ、同月13・20日の『矢野雑貨店』は別番組に差し替えられ、28日を最後に打ち切りとなった。報道以降の活動自粛を経て、同年4月15日から『矢野きよ実 音楽無礼講』（FM愛知）を機に活動を再開。同年5月19日より『どですか』へ復帰することが18日の同番組内で発表された。
2011年3月の『どですか!』リニューアルに伴い、番組を降板した後はFMラジオの音楽番組以外はレギュラーを持たず、執行猶予中の中村を支えるとともに書家としての経験を生かして、全国各地の講演会や学校現場でのワークショップ活動にシフトする。24年度 冬季国体PRサポーターと題字を担当。「ピンクリボン名古屋」応援アドバイザー。2013年、早期の肺腺がんが見つかり、休養も経験 したが、2013年10月に2年振りのラジオ番組『矢野きよ実・山浦ひさし 太陽とバナナ』（東海ラジオ）にレギュラー出演。同番組終了後は『矢野きよ実の朝は矢野流』のパーソナリティを務め、メディア出演の基軸を東海ラジオに移していた。
ニュースの職人と呼ばれる鳥越俊太郎、忌野清志郎、ハリウッド俳優であるクリント・イーストウッドを始め、アーティスト達の間で「無敵バッジ」が本人も驚くほどの広がりを見せている。
AED普及に広く貢献して、特定非営利活動法人 愛知万博記念災害・救急医療研究会理事を現在も務める（2006年〜）。
幼児虐待のためのシェルター「パオ」を積極的に応援。地元では協議委員を務め、防犯活動に貢献。（2006年〜）
2017年～ 名古屋 観光文化交流特命大使に任命
2017年〜 横山美術館　広報大使
2017年からラグビーワールドカップ2019開催都市特別サポーターを2年間 務め、10月10日の日本対サモア戦（豊田スタジアム）前に日本選手に捧ぐ4m×6mの巨大な書を豊田東高校・豊田北高校8名の生徒たちと書きあげる。
2018年〜 名古屋小児がん基金 特別顧問
第20回アジア競技大会2026　愛知・名古屋スローガン・エンブレム選定委員会選定委員

## 現在のレギュラー出演番組
なし

## 過去の出演

### テレビ番組
- 金曜奥様ワイド（名古屋テレビ）
- 5時SATマガジン（中京テレビ、1983年10月 - 1987年3月）
- セフィ倶楽部（中京テレビ）
- ラジオDEごめん（中京テレビ）
- 100%女性倶楽部（CBCテレビ）
- と〜んでもない（フジテレビ）
- 旅物語（毎日放送） - リポーターを担当。
- すとらびん式（関西テレビ）
- ライブキング → オンガ・ダンガ（朝日放送） - 音楽バラエティ番組。原田伸郎とともに司会を担当。
- スタジオAmie（三重テレビ）
- 夜もARI〜ARI → 出撃ARIARI軒（テレビ愛知）
- カモン・マイ・ハウス（テレビ愛知）
- ぴーかんテレビ 元気がいいね!（東海テレビ）
- 特選朝いち どですか! → どですか!（メ〜テレ、2002年4月 - 2011年3月25日） - 月曜から金曜の週5日担当。
- 板東英二のここに住マッシュ! → 板東英二の虹スタ!（テレビ愛知）
- Ding Dong Dang（スターキャット・ケーブルネットワーク） - 月曜担当。
- 3時のつボッ!（テレビ愛知） - コメンテーター
- 名古屋行き最終列車 4番ホーム「〜23時34分 東岡崎発〜」（名古屋テレビ）
- 爆報! THE フライデー（TBSテレビ、2013年11月15日・2014年6月13日）

### ラジオ番組
- ヒットウィークリーサンデーベストテン（FM AICHI、1991年6月スタート）
- 矢野きよ実のLove Radio（ラジオ大阪）
- 矢野印 → 真・矢野印 → 矢野きよ実 → 矢野きよ実のシャベリバショー（CBCラジオ）
- あさパレ（CBCラジオ）
- ツー快!お昼ドキッ（CBCラジオ） - 金曜担当。
- 大須三丁目矢野雑貨店（FM AICHI制作／radio CUBE FM三重・Radio80 FM岐阜へネット、2003年4月 - 2010年6月） - 土曜担当。
- 矢野きよ実の音楽無礼講（FM AICHI、2010年7月 - 2019年3月30日）
- 矢野きよ実・山浦ひさし 太陽とバナナ（東海ラジオ、2013年9月30日 - 2014年9月19日）
- 矢野きよ実の朝は矢野流（東海ラジオ、2014年9月29日 - 2017年9月29日）
- 矢野きよ実の上出来ラジオ（FM AICHI、2019年4月7日 - 2022年6月26日）
- 矢野きよ実の無敵な日曜日（FM AICHI、2022年7月3日 - 2022年9月25日）

### CM
- キリンビール - 中京版のローカルCMに出演。
  - このCM出演以降、レギュラー番組を持っていなかった東海テレビで他局でも放送されている矢野が出演するCMが放送されているほか、不定期でインフォマーシャル形式のCMが放送されている。これは同じくレギュラーがなかった東海ラジオも同様にラジオCMが放送されている。
- キリンビバレッジ - 「名古屋ことば自動販売機」は、名古屋市が取り組んでいる「名古屋開府400年祭」のパートナーシップ事業として展開されるもので、飲料購入時に河村たかし市長と矢野との「名古屋弁」による音声メッセージが流れる仕組み。デザインは同祭のマスコットキャラクター「はち丸」ほか3種類を使用。
- ANA - ANA・セントレア・中部地区旅行会社9社による九州旅行共同プロジェクト『でら九州プロジェクト』では題字、プロジェクト リーダーを務めている。
- 衆議院選挙 － ラジオCM。愛知県選挙管理委員会。2009年度。全般的にはドアラが広報部長としてPRしていた。
- アパマンショップ - 東海3県(愛知・岐阜・三重)向けにCMに出演。
- マクドナルド -「さくらてりたま」のTVCM名古屋弁篇

## 執筆
- 朝日新聞 - 中京版のコラムを担当。

### 在名タレント・アナウンサー
- 板東英二 - 野球解説者・タレント。『板東英二の虹スタ!』で、ともに司会を担当。
- つボイノリオ - ラジオ パーソナリティ、ミュージシャン。長年「憧れの人」と信奉する人物（『ツー快!』金曜のジングルである竹内まりやの『毎日がスペシャル』に倣って「スペシャルな人」と表現する場合もあり）の1人。10代の頃、つボイの番組に熱心に耳を傾けていたという。つボイのラジオ番組に顔を出すことがあった。
- 原光隆 - 東海ラジオ アナウンサー。『矢野きよ実の朝は矢野流』のアシスタントを務めた。突っ込みや冷やかしを入れられることも多い（詳細は番組記事を参照）。
- 中西直輝 - CBCアナウンサー。『あさパレ』で、共にパーソナリティを担当。『ツー快!』金曜にメイン パーソナリティとして番組復帰した時にも、ニュース担当の名目でほぼ実質的にアシスト役を務めた。
- 若狭敬一 - CBCアナウンサー。『ツー快!』金曜日の初代パートナー（事実上は中西の後継として参加）。両者による「罵倒合戦」は当番組の礎を築いた。後任のパートナー石井亮次（CBCアナウンサー）が番組を休んだ時には代役として参加することもあった。
- タクマ - ラジオ パーソナリティ。東海ラジオでは矢野の後続番組を担当しているほか、中村を通じて、家族ぐるみで交流がある。

### その他
- 原田伸郎 - 朝日放送の音楽番組で初共演。『ツー快!』第1期（水曜担当時代）のメイン パーソナリティで、長年「憧れの人」として信奉する人物の1人である。
- 秋野暢子 - 姉と慕い、彼女も妹分と呼び、公式ブログには矢野が開催したイベントが度々 取り上げられている。
- 島田紳助 - 東京進出を仲介した人物の一人とされ、信奉するタレントの一人とされる。
- 中川勝彦、中川翔子 - 翔子の父の勝彦とはラジオなどの共演で親交があり、勝彦が亡くなった際に駆けつけた。『どですか!』で翔子のコンサート映像を見て、翔子が芸能界にデビューしたことを知った。後に、ラジオで翔子と共演する。
- 嘉門達夫 - 別々の曜日であったが、『ラジオDEごめん』のパーソナリティ時代から友人である。「矢野きよ実の朝は矢野流」にゲスト出演した。
- MAYAMAXX - 日本を代表する画家 MAYAMAXXと2000年頃から親交を深め、書と絵で共に作品を発表。
- 愛知県出身の人物一覧